# Белгија на Европском првенству у атлетици у дворани 2013.
Белгија је учествовала на 32. Европском првенству у дворани 2013 одржаном у Гетеборгу, Шведска, од 28. фебруара до 3. марта. Ово је било тридесет друго Европско првенство у атлетици у дворани од његовог оснивања 1970. на којем је Белгија учествовала, односно учествовала је на свим првенствима до данас. Репрезентацију Белгије представљало је 12 спортиста (7 мушкараца и 5 жена) који су се такмичили у 6 дисциплина (2 мушке и 4 женске).
На овом првенству Белгија није освојила ниједну медаљу али су оборена четири лична рекорда. У табели успешности према броју и пласману такмичара који су учествовали у финалним такмичењима (првих 8 такмичара) Белгија је са 6 учесника у финалу заузела 17. место са 17 бода.

## Учесници
| Мушкарци: - Lander Tijtgat — 3.000 м - Антоан Жиле — 4 х 400 м - Кевин Борле — 4 х 400 м - Arnaud Ghislain — 4 х 400 м - Tim Rummens — 4 х 400 м - Жонатан Борле — 4 х 400 м - Nils Duerinck — 4 х 400 м | Жене: - Алменш Белете — 3.000 м - Сара Ертс — 60 м препоне - Елине Берингс — 60 м препоне - Тија Хелебаут — Скок увис - Нафисату Тијам — Петобој |  |

## Резултати

### Мушкарци
| Атлетичар       | Дисциплина | Лични рекорд | Квалификације  | Квалификације | Полуфинале | Полуфинале | Финале     | Финале      | Детаљи |
| Атлетичар       | Дисциплина | Лични рекорд | Резултат       | Место         | Резултат   | Место      | Резултат   | Место       | Детаљи |
| --------------- | ---------- | ------------ | -------------- | ------------- | ---------- | ---------- | ---------- | ----------- | ------ |
| Lander Tijtgat  | 3.000 м    | 7:56,53      | 7:55,93 кв, ЛР | 5. у гр. 1    |            |            | 7:55,59 ЛР | 8 / 20 (22) |        |
| Антоан Жиле     | 4 х 400 м  | 2:59,37 НР   |                |               |            |            | 3:07,98    | 4 / 5 (6)   |        |
| Кевин Борле     | 4 х 400 м  | 2:59,37 НР   |                |               |            |            | 3:07,98    | 4 / 5 (6)   |        |
| Arnaud Ghislain | 4 х 400 м  | 2:59,37 НР   |                |               |            |            | 3:07,98    | 4 / 5 (6)   |        |
| Tim Rummens     | 4 х 400 м  | 2:59,37 НР   |                |               |            |            | 3:07,98    | 4 / 5 (6)   |        |
| Жонатан Борле*  | 4 х 400 м  | 2:59,37 НР   |                |               |            |            | 3:07,98    | 4 / 5 (6)   |        |
| Nils Duerinck*  | 4 х 400 м  | 2:59,37 НР   |                |               |            |            | 3:07,98    | 4 / 5 (6)   |        |

- Такмичари у штафети обележени звездицом били су резерва.

### Жене
| Атлетичарка   | Дисциплина   | Лични рекорд | Квалификације | Квалификације | Полуфинале | Полуфинале | Финале                | Финале       | Детаљи |
| Атлетичарка   | Дисциплина   | Лични рекорд | Резултат      | Место         | Резултат   | Место      | Резултат              | Место        | Детаљи |
| ------------- | ------------ | ------------ | ------------- | ------------- | ---------- | ---------- | --------------------- | ------------ | ------ |
| Алменш Белете | 3.000 м      | 8:54,14      | 9:04,41 КВ    | 3. у гр. 2    |            |            | 9:03,89               | 5 / 17 (18)  |        |
| Сара Ертс     | 60 м препоне | 8,01         | 8,07 КВ       | 3. у гр. 2    | 8,14       | 7. у гр. 1 | Није се квалификовала | 14 / 23 (24) |        |
| Елине Берингс | 60 м препоне | 7,92 НР      | 8,08 КВ       | 3. у гр. 1    | 7,98 КВ    | 3. у гр. 2 | 8,08                  | 6 / 23 (24)  |        |
| Тија Хелебаут | Скок увис    | 2,05 НР      | 1,92 кв       | 4.            |            |            | 1,87                  | 8 / 19       |        |

#### Петобој
| Дисциплина   | Нафисату Тијам | Нафисату Тијам | Нафисату Тијам | Нафисату Тијам | Нафисату Тијам | Нафисату Тијам |
| Дисциплина   | Лич. рек.      | Резултат       | Бод.           | Плас.          | Укупно         | Плас.          |
| ------------ | -------------- | -------------- | -------------- | -------------- | -------------- | -------------- |
| 60 м препоне |                | 8,63 ЛР        | 989            | 10             |                |                |
| Скок увис    | 1,87           | 1,87 =ЛР       | 1.067          | 2              | 2.056          |                |
| Бацање кугле | 14,00          | 13,88          | 786            | 6              | 2.842          |                |
| Скок удаљ    | 6,30           | 6,17           | 902            | 4              | 3.744          |                |
| 800 м        | 2:21,18        | 2:25,64        | 749            | 11             |                |                |
| Петобој      | 4.558          |                |                |                | 4.493          | 6 / 13 / (15)  |